# Legend
Legend (latin: legenda, 'läsestycke’, ’helgonberättelse’, egentligen ’det som bör läsas’), kultlegend, kultmyt, är en religionshistorisk term. Den syftar på en berättelse som redogör bakgrunden för en ritual. Ordet kan också användas som synonym till sägen.

## Berättelse
Typ "Legenden om Lucia", vilken allt efter personlig syn kan passa in var som helst bland varianter som dessa:
- Helgonlegend är berättelse om övernaturliga händelser i namnkunniga religiösa personligheters liv, till exempel kristna helgon, eller profetior och trosvissa levnadsbeskrivningar om ”heliga” personer och platser även i andra rituella sammanhang.
- Annan berättelse – saga med inslag av myt och vidskepelse.
- Sägen, en genom släktled nedärvd framställning om forntida stordåd.
- Uppdiktad historia, skröna.
- Ohållbar uppfattning om händelse eller företeelse.

## Anvisning
- Inskrift, till exempel inskription på medalj eller mynt.[3]
- Teckenförklaring, till exempel definition av symboler på en karta eller ett diagram.[4] Denna betydelse (vanlig i engelsk text) finns belagd i svenska språket sedan 1886.[5]

## Legend och legendar
Legendar, eller legendär, är en person som blivit berömd genom tidigare bedrifter, till exempel den person som en legend avser – denne är därmed legendarisk. Staffan Heimerson har markerat hur till begreppet kan knytas en speciell karaktär: en förening av karisma och folklighet. Till skillnad ifrån en legend, som är att jämställda med en myt, är en legendar en högst verklig person. Ordet är vanligt inom sportjargong och finns belagt i svenska sedan 1963.

## Källhänvisningar
1. ↑  "legend". NE.se. Läst 28 oktober 2014.
2. ↑  "SAOL". Arkiverad 24 augusti 2012 hämtat från the Wayback Machine. Läst 28 oktober 2014.
3. ↑  "legend (numismatik)". NE.se. Läst 28 oktober 2014.
4. ↑  "legend (till kartor, geologiska undersökningar etc)". NE.se. Läst 28 oktober 2014.
5. ↑  Svenska Akademiens ordbok: Legend
6. ↑  Heimerson, "Börje Salming" i Fokus 2023, 18 januari.
7. ↑  "legendar". NE.se. Läst 28 oktober 2014.